# NGC 4405
NGC 4405 je spiralna galaktika u zviježđu Berenikinoj kosi.

## Vanjske poveznice
- (engl.) SEDS: NGC 4405
- (engl.) Revidirani Novi opći katalog
- (engl.) Izvangalaktička baza podataka NASA-e i IPAC-a
- (engl.) Astronomska baza podataka SIMBAD
- (engl.) VizieR